# Hector Berlioz
Hector Berlioz (11. december 1803 – 8. marts 1869) var en fransk komponist.
Han er en hovedskikkelse i fransk romantik og en af pionererne i programmusik. Hans mest kendte værk er Symphonie Fantastique.
Hans farverige og klangfulde værker rystede datidens musikliv, selv om han dannede grundlaget for den moderne orkesterteknik.
Han skrev også tre operaer: Benvenuto Cellini, Trojanerne og Beatrice og Benedict samt fire symfonier: Symphonie Fantastique opus 14 fra 1831, Harold i Italien, Romeo og Julie og Symphonie funèbre et triomphale. Desuden seks ouverturer: Bl.a. Romersk karneval opus 9 fra 1844, Kong Lear, Korsaren. Kor: Te Deum, Requiem opus 5 fra 1837, L'enfance du Christ og Fausts fordømmelse Rakoczy march fra 1846), Nuits d'été, "Sommernætter" opus 7 fra 1841.
Hans musik slog ikke igennem i Frankrig medens han levede, og han måtte leve af at være musikkritiker, samt som ansat ved biblioteket ved konservatoriet i Paris.
Han var også en stor dirigent og besøgte alle de vigtige musikalske centre i 1800-tallets Europa for at dirigere egne værker.
Berlioz' skribentvirksomhed udmøntede sig i en række opsamlingsbind, Voyage musicale, 2 bd. (1844), A travers chants (1862), samt de posthumt udgivne Mémoires. Hans Grand traité d'instrumentation et d'orchestration modernes (1844) var i mange år efter dens udgivelse hovedværket i studiet af orkestrering og instrumentation.

## Udvalgte værker
- "Fantastisk Symphony" (Symphonie fantastique) (1830) - for orkester
- Symfoni "Harold i Italen" (1834) - for bratsch og orkester
- Symfoni "Romeo og Julie" (1839) - for kor, solister og orkester
- Symfoni "Begravelses- og triumfsymfoni" (1840) - for orkester
- "Romersk karneval" (1844) - for orkester
- "Te Deum" (1848-1849) - for kor
- Requiem (1837) - for kor og orkester
- "Beatrice og Benedict" (1863) - opera
- "Trojanerne" (1863) - opera

- Wikimedia Commons har flere filer relateret til Hector Berlioz